# Paleoconservatorismo
Il paleoconservatorismo (talvolta abbreviato in paleo o paleocon) è una corrente del conservatorismo americano che si caratterizza per posizioni contrarie, rispetto a quelle della rivista National Review, di area neocon, in merito a tematiche riguardanti l'immigrazione, il sostegno economico statunitense alle azioni militari di Israele, l'interventismo militare nella politica estera e stato sociale.
I paleoconservatori sono fortemente critici verso la socialdemocrazia a causa delle politiche stataliste derivanti, ma anche verso l'individualismo economico tipico di altre correnti conservatrici americane; sostengono il regionalismo in un quadro di coerente patriottismo e appoggiano i diritti dei singoli Stati sul Governo federale a Washington.
Nella maggioranza dei casi si oppongono al libero mercato, criticano l'immigrazione e tendono ad abbracciare una politica isolazionista.
Il paleoconservatore contemporaneo più noto è il commentatore e politico del Partito Repubblicano Pat Buchanan. Le riviste principali paleoconservatrici sono il Chronicles Magazine e The American Conservative.

## Paleoconservatori vs. Neoconservatori
I paleoconservatori si rifanno soprattutto in politica estera ai Padri fondatori per sostenere la loro neutralità bellica. Le contrapposizioni tra paleoconservatori e neoconservatori risalgono comunque al 1950.
John Quincy Adams ha dichiarato: "L'America non va all'estero in cerca di mostri da distruggere. Lei è il fautore di libertà e indipendenza di tutti. Lei è il campione e vendicatore soltanto della propria."
Il termine "paleoconservatore" ("vecchio conservatorismo") era una controreplica del 1980, nata per distinguersi dal "neoconservatorismo" favorevole all'esportazione bellica della democrazia nel mondo.
La frattura è spesso riconducibile ad una controversia nei confronti del direttore del Fondo Nazionale per le discipline umanistiche dell'amministrazione Reagan.
Il candidato preferito era il professore Mel Bradford e fu sostituito dopo uno sforzo di lobbying (incentrata sulla sua avversione ad Abramo Lincoln) da William Bennett.
Il paleoconservatorismo vede i neoconservatori come intrusi a causa del loro, supposto, passato trotzkista ed alla loro iniziale presenza dentro al Partito Democratico; la visione paleoconservatrice del movimento conservatore americano è molto radicata negli Stati Uniti, sebbene, storicamente e sino a tempi recenti, sia stata sprovvista di adeguati mezzi culturali propri per promuoversi in competizione con il pensiero neoconservatore.
Dalla fine della guerra fredda, la spaccatura si è ulteriormente acuita all'interno del movimento conservatore americano tra neoconservatori e paleoconservatori: i paleoconservatori sono fortemente contrari sia sul piano interno che su quello estero all'esportazione della democrazia promossa ideologicamente e fattivamente dai neoconservatori, pur in mancanza della giustificazione bellica legata ad un reale pericolo (paragonabile a quello sovietico durante la guerra fredda) agli interessi americani.
Le dure parole scambiate tra David Frum di National Review e Patrick Buchanan nei confronti dell'amministrazione del presidente George W. Bush riguardo alla guerra al terrorismo ed all'aiuto privilegiato offerto ad Israele hanno comportato, per i paleocon, la fama di sostenitori "antipatriottici" di nemici dell'America e, talvolta, l'accusa di essere "antisemiti" da parte della stampa neocon, ma anche liberal.
Buchanan ed altri commentatori paleocon ribattono che i "neocons" vogliono che il governo degli Stati Uniti diventi un impero globale al fine di aiutare Israele in Medio Oriente e le corporazioni degli armamenti con le quali hanno stretti legami, violando in tal modo i principi conservatori di sovranità territoriale, con la nascita di nuovi nemici e la fomentazione dell'antiamericanismo all'estero.

## Paleoconservatorismo e Old Right americana (1937-1964)
I Repubblicani Old Right durante il periodo tra le due guerre riuscirono a mantenere l'America fuori dalla Società delle Nazioni e ridurre l'immigrazione non europea nel 1924, in politica Robert Taft fu certamente il politico più noto di tale coalizione conservatrice.
I paleoconservatori attuali si considerano retoricamente come gli eredi della vera tradizione conservatrice americana (Old right) antecedente al New deal di Franklin Delano Roosevelt se confrontati ai neoconservatori tale affermazione è certamente vera dal punto di vista rappresentativo, ma se l'analizziamo dal punto di vista più strettamente politologico e storico in termini analitici tale loro affermazione (mutuata dagli scritti finali dello stesso Murray Rothbard) è solo in parte vera, dato che non tiene conto del mutamento avvenuto nella destra americana paleocon tra la fine della seconda guerra mondiale e la fine della guerra fredda, oltre all'importante contributo personale dato dallo stesso Rothbard col libertarianismo rispetto alle altre correnti di pensiero Old right in merito all'apertura al libero mercato.
In realtà il paleoconservatorismo non è uno solo ma almeno due dal punto di vista cronologico: quello della prima coalizione Old Right (1937-1964) e quello sorto negli anni ottanta-novanta anche in opposizione alle tendenze "neoliberiste" reaganiane e all'egemonia neocon di George H. W. Bush. Inoltre si può definire all'interno del movimento Old Right storico degli anni trenta due istanze: quella aperta al libero mercato e all'individualismo (presente in particolare tra le due guerre mondiali) e quella più sociale attenta alla difesa delle tradizioni sul finire degli anni cinquanta.
I paleo favorevoli al libero mercato e alle libertà individuali si collegano al filone dell'anarco-individualismo americano e del liberalismo classico sottolineando la necessità che lo Stato non intervenga in economia e nelle vite dei singoli individui, favorendo così in sua assenza la capacità imprenditoriale e i meriti del singolo. I paleo sociali sottolineano invece la tradizione dei "conservatori classici", la civiltà e l'identità dell'Occidente insieme ai valori religiosi della famiglia e ad un forte sostegno al localismo anti-federalista e alla sussidiarietà.
Questo movimento anti-New Deal era una coalizione di più gruppi:
- Intellettuali individualisti e libertari, tra cui H. L. Mencken, Albert Jay Nock, Rose Wilder Lane, Garet Garrett, Raymond Moley, Walter Lippmann, Russell Kirk, John M. Pratt, Frank Chodorov, Leonard Read e Ayn Rand;
- Laissez-faire liberali, soprattutto gli eredi dei "Borboni Democratici" come Albert Ritchie del Maryland e del senatore James A. Reed del Missouri;
- Pro-business o repubblicani anti-sindacale, come Robert Taft, Charles August Lindbergh, Howard Buffett;
- Democratici conservatori del Sud, come Josiah Bailey e Harry F. Byrd;
- Pro-business democratici come Al Smith e fondatori della American Liberty League,
- Riformatori radicali che avevano sostenuto Franklin Roosevelt sino al 1932, come William Randolph Hearst e Padre Charles Coughlin;

Lo storico Jeff Riggenbach sostiene che alcuni membri della Old Right sono stati effettivamente liberali classici pur accogliendo in quella coalizione anche dei membri della "Sinistra" anteriore alla svolta politica nei Democratici del 1933, pur senza modificare alcun punto di vista fondamentale per circa un decennio delle loro posizioni di "Destra".
Valorizzando in termini rothbardiani il collegamento tra le due fasi storiche e alle due differenti anime del paleoconservatorismo americano ci si dimentica spesso le notevoli differenze dal punto di vista politico non solo tra paleoconservatorismo e libertarianismo (in particolare nei diritti civili) ma anche dal punto di vista dell'evoluzione del pensiero (non necessariamente però dal punto di vista culturale) anzitutto tra le varie anime del paleoconservatorismo presenti negli anni trenta-sessanta (paleoconservatorismo di libero mercato e paleoconservatorismo sociale). Inoltre non si porrebbero precise distinzioni tra i libertari, i paleolibertari e i paleoconservatori degli anni novanta rispetto alla precedente esperienza Old right.
Bisogna anche notare come il paleoconservatorismo degli anni ottanta-novanta a cui Rothbard tende a riferirsi politicamente nei suoi ultimi scritti paleolibertari diverge profondamente sul piano pratico e culturale (in particolare dal punto di vista economico) da quello della Old right durante il New Deal sempre da lui ricordato in precedenti scritti e opere. Proprio dal punto di vista del libero mercato appare evidente come il paleoconservatorismo degli anni novanta (e con esso il paleolibertarismo) tenda a rifarsi più alle istanze morali e religiose dell'ala Old right più diffidente al libero mercato che a quella più liberista sino ad allora citata.
La coerenza formale eterodiretta di tali paleoconservatorismi rispetto al paleoconservatorismo più liberista degli anni trenta è inoltre evidente storicamente nell'influenza o riferimento culturale dato da quest'ultimo al libertarianismo nel secondo dopoguerra, mentre il paleoconservatorismo più morale e valoriale è stato un riferimento per le altre correnti sociali, economiche e religiose della destra americana non neoconservatrice (non costituenti o facenti parte però necessariamente dell'originale coalizione Old right anti-rooseveltiana anche nei suoi contenuti).
Nel secondo dopoguerra tali tradizioni politiche sociali si sono fuse o confluite in alcune posizioni programmatiche condivise, riprese, rielaborate nella destra conservatrice e religiosa americana richiamandosi anche lontanamente in alcuni concetti alla tradizione Old right degli anni trenta ma per lo più snaturandone i contenuti, riformulandoli o riducendoli per portata e coerenza ai loro interessi ideologici perseguiti soprattutto in chiave politica all'interno del Partito Repubblicano a fronte dell'egemonia culturale neocon.
Inoltre bisogna rammentare come biograficamente e a livello anagrafico sia impossibile per Rothbard (nato nel 1926) poter definire in prima persona i contenuti o le battaglie iniziali della coalizione Old Right nata nel 1937, se non quali riflessi delle cronache a posteriori raccolte o percepite durante il periodo dell'adolescenza e della maggior età, in particolare durante l'opposizione all'intervento bellico americano nella seconda guerra mondiale sino alla sua fase conclusiva (peraltro meno ricca di stimoli intellettuali e politici) nel 1964.
Quindi è molto probabile che l'idea di Rothbard del paleoconservatorismo degli anni trenta e dell'Old right liberista in generale sia un riflesso soggettivo focale tratto dai libri e testimonianze lette di alcuni autori dell'epoca, e per certi versi una sua riformulazione in chiave "romantica" a fronte del progressivo indebolimento e disfacimento culturale e politico della piattaforma Old Right ad ogni tornata elettorale nel secondo dopoguerra.

## Paleoconservatorismo e il Libertarianismo americano
Dal punto di vista della cronologia storica e dei contenuti proposti sul modello Old Right, il libertarianismo in senso stretto e più generale è il vero erede di tale coalizione degli anni trenta, senza però necessariamente autodefinirsi paleoconservatore né paleolibertario, in quanto la sua originalità di apporto autonomo nei contenuti di tale piattaforma in merito non solo al libero mercato ma soprattutto al rapporto con lo Stato nel suo divenire, è evidente sia per coerenza (in ambito fiscale, economico nella riduzione dello Stato e della sua ingerenza statalista, di non belligeranza militare, di libertà di scelta individuale, di libero scambio commerciale, di responsabilità individuale) rispetto al restante paleoconservatorismo e allo stesso paleolibertarismo.
Su quest'ultimo punto non vi è però concordanza tra gli assertori (generalmente paleolibertari) che insistono su una prefigurazione quasi teleologica verso il paleoconservatorismo dell'intera esperienza libertarian di Rothbard e le altre correnti libertariane sia "left", neutrali e "right" che considerano invece (a vari sfumature) il primo libertarismo di Rothbard degli anni sessanta-settanta e la sua concezione di esso come un modello politico-filosofico autonomo con proprie finalità a sé stanti anche di tipo culturali-politiche fuori dalle facili considerazioni manichee bipolari tra conservatorismo e progressismo.
In particolare ritengono che la strategia rothbardiana nella sua prima fase fosse più attiva e originale dal punto di vista culturale rispetto alla sua ultima di matrice paleolibertaria tesa più verso una visione politico-culturale nel sistema politico ritenuta compromissoria e forse troppo pretestuosa e ingenua politicamente.
Tali ultime considerazioni critiche a posteriori sono in parte riconosciute dagli stessi paleolibertari date che le intese tra libertarismo e paleoconservatorismo nella sua forma paleolibertaria furono in parte confutate dallo stesso Rothbard prima della sua morte (più in riferimento alle persone da lui sostenute che al metodo e alla finalità di merito al paleolibertarismo nella politica americana).

### Rothbard e la rinascita del paleoconservatorismo come libertarianismo negli anni sessanta-settanta
Rothbard resta certamente l'autore che più ha insistito sul concetto di paleoconservatorismo in particolare nel momento in cui la piattaforma politica Old right si stava disfacendo negli anni sessanta. Non a caso in molti hanno letto la divulgazione del pensiero libertarian nato intorno agli anni sessanta quale tentativo di riformulazione del paleoconservatorismo Old right nel tentativo di svecchiarlo e di renderlo più aderente alle problematiche sociali, politiche e culturali della guerra fredda e della contrapposizione tra i due blocchi a livello internazionale (non a caso sia Rothbard che la Old Right erano contrari all'ingresso degli Stati Uniti nella NATO).
A livello interno a fronte del prosieguo e dell'avanzata dello statalismo dirigista nato con il New Deal anche all'interno del Partito Repubblicano si assiste alla progressiva avanzata dei social-conservatori e dei neoconservatori i quali non consideravano il problema economico della spesa pubblica, del debito pubblico nazionale e della tassazione quale tematica fondamentale sul quale puntare per conquistare l'elettorato americano.
È in particolare con il lungo conflitto del Vietnam che Rothbard intuisce come il ciclo delle guerre scaturito dal complesso militare-industriale appoggiato anche dai neocon, faccia sì che economicamente lo Stato investa periodicamente ingente risorse per conflitti inutili (quali per l'appunto la guerra nel Vietnam e prima ancora la guerra di Corea, quest'ultimo conflitto strenuamente contrastato dall'ultima Old Right presente al Congresso americano) in funzione della sicurezza non propria ma di suoi possibili e inaffidabili alleati e per nascondere la crisi del sistema dirigista pubblico sul suo interno attraverso la coscrizione obbligatoria della leva militare.
Rothbard cercherà allora impegnandosi dapprima con organizzazioni studentesche della sinistra (confluenti poi nella New Left) e poi con quelle del conservatorismo Old Right vicine al Partito Repubblicano per la nascita di movimenti libertari nelle varie università attraverso varie sigle, riviste e associazioni per gli Stati Uniti, nel tentativo di replicare a tale escalation belligerante con una opposizione consapevole e anti-belligerante, riprendendo quale modello le campagne neutraliste promosse dalla Old Right negli anni antecedenti all'attacco giapponese di Pearl Harbor dal Comitato American First (AFC).
Si può considerare valida la prospettiva d'analisi politologica che vede nella ricerca rothbardiana nel corso della sua intera attività di filosofo e di opinionista politico, il tentativo in più fasi di ricreare il modello ideale paleoconservatore a lui caro.
In tal senso anche il libertarianismo nella sua forma più ampia, potrebbe definirsi sperimentalmente sino alla creazione del paleolibertarismo (e del ritorno di convergenze verso i paleoconservatori anche in senso stretto sul finire degli anni ottanta) quale forma storica di paleoconservatorismo "autonomo", liberista o "rothbardiano ex novo" nel decennio 1970 (in particolare a seguito dell'esperienza in opposizione alla guerra del Vietnam con la rottura dell'alleanza New Left, dalla quale accentuerà la propria visione conservatrice nel tentativo anche di contrastare l'ascesa del movimento oggettivista randiano) senza avvalersi però della collaborazione specifica del restante conservatorismo Old Right (peraltro ormai estintosi politicamente dal punto di vista storico nel Partito Repubblicano anche in concomitanza con la formazione del Partito Libertario).

### Rothbard e il paleolibertarismo come paleconservatorismo degli anni novanta
A livello di suggestioni in parte mitopoietiche promosse da Rothbard, il paleoconservatorismo degli anni novanta tenderebbe implicitamente a non rispecchiarsi necessariamente in quello paleoconservatore degli anni trenta in particolare a livello di consensi politici nel suo ritorno sulla scena sino ad oggi.
Appare evidente come le numerose correnti del libertarismo americano che derivano dal pensiero di Rothbard e dei suoi stretti allievi e collaboratori (ad esempio miniarchismo, agorismo, anarco-capitalismo giusnaturale o utilitario) non si limitino alla sola corrente paleolibertaria ma nascano tutte dal tentativo di porre soluzioni non-violente di libero mercato tali da rilanciare l'isolazionismo americano a livello militare, e il libero commercio quale garanzia di non aggressione e di pace tra i Paesi e i popoli riducendo al contempo il peso dello Stato.
È comunque pur sempre vero come Rothbard tenda ad impostare - dopo la rottura sul finire degli anni ottanta con il Partito Libertario da lui stesso fondato - un discorso paleoconservatore di tipo concettuale e tautologico di stampo prettamente giusnaturale etico-morale che tenderebbe a favorire la radicalizzazione politico-culturale del suo pensiero e la riflessione verso la valorizzazione e la specificazione di una parte dello spettro politico del libertarismo americano (specificatamente right e nel caso paleoliberario right wing) escludendo i left libertarian in particolare dei diritti civili e dei comportamenti più disinibiti da tale eredità (ma ampliandolo poi alla luce del nuovo spettro del paleoliberarismo anni novanta anche ai miniarchici e agli agoristi) scontrandosi con gli sviluppi promossi in termini di libertarianismo politico e in particolare di anarco-capitalismo economico (se non del tutto assente certamente a livello teoricamente non così compiuto ed elaborato sia nel primo paleoconservatorismo che più in generale nella Old Right degli anni trenta) introdotti dallo stesso Rothbard (e divenuti dagli anni sessanta sempre più autonomi e specifici rispetto anche al paleoconservatorismo residuo).
Secondo alcuni libertari il paragone tra la Old right degli anni trenta e il paleoconservatorismo anni ottanta-novanta e tra questi due e il paleolibertarismo (quest'ultimo affine al paleoconservatorismo degli anni ottanta-novanta e ai settori più sociali del paleoconservatorismo anni trenta) non sarebbe del tutto corretto in quanto il punto di vista conservatore presente nella Old right degli anni trenta a livello delle influenze culturali non è riducibile a quello paleoconservatore attuale.
Anche l'apporto religioso nel paleolibertarismo ripreso dai paleoconservatori anni ottanta-novanta e dai gruppi della destra cristiana tendebbe a differire dal paleoconservatorismo per lo meno nella sua anima liberista degli anni trenta, radicalizzandosi più verso istanze comportamentali e sociali che certamente acuirono il tomismo culturale personale di Rothbard portandolo verso un dogmatismo finale non certo inferiore a quella della sua "rivale" Ayn Rand (seppur in sua piena antitesi valoriale) quale tentativo di attrarre il maggior numero di persone verso tali idee.
A seguito delle incomprensioni interne al Partito Libertario sui temi libertini e bioetici sul finire degli anni ottanta Rothbard abbandona il partito da lui fondato e nei primi anni novanta assieme a Lew Rockwell appella politicamente per "paleoconservatorismo" una nuova variegata coalizione di correnti politiche utili (populiste, demosociali, religiose, talune pure xenobobe) che nulla hanno a che fare anche storicamente con le varie correnti del paleoconservatorismo degli anni trenta, nel tentativo di realizzare alleanze politiche da parte dei paleolibertari. Quindi solo nella sua seconda fase libertaria (per l'appunto quella del paleolibertarismo), Rothbard di fatto muterebbe tattica e riferimenti a cui guardare entro la visione strategica politica di creazione del paleoconservatorismo.
Rothbard non guarderebbe più alla realizzazione/finalizzazione partitica liberista in chiave prettamente economica del paleoconservatorismo (esperienza incarnatasi con difficoltà interne nel Partito Libertario) quanto piuttosto alla formalizzazione morale ed etica di un paleoconservatorismo di coalizione variegato e aperto a varie ideologie non necessariamente liberiste per intraprendere possibili alleanze, quale requisito ritenuto implicitamente valido e prioritario (anche rispetto alla sola educazione di libero mercato sino ad allora privilegiata) per una rapida rinascita del paleoconservatorismo.
Rothbard quindi si ricollegherebbe all'ala Old Right degli anni trenta diffidente al libero mercato e più sociale creando un cortocircuito semantico dal punto di vista culturale sul significato e le finalità del paleoconservatorismo stesso nel corso del tempo e delle varie fasi storiche. In quest'ottica va interpretata il suo appoggio alla candidatura presidenziale di Pat Buchanan nel 1992 o ipotesi di apertura (mai avveratesi nelle aspettative rothbardiane) con la destra religiosa o col populismo politico dell'estrema destra americana.
Bisogna sottolineare come tale ultima svolta rothbardiana più intenta a influenzare la realtà e l'attualità politica dei primi anni novanta piuttosto che bypassarla in chiave alternativa come in precedenza, tende a mettere paradossalmente in secondo piano se non il libertarianismo, quantomeno le sue prospettive formali e la visione finale dell'eliminazione dello Stato e della creazione della società anarco-capitalista, finalizzando necessariamente solo vani tentativi fusionisti di rovesciare l'egemonia culturale di William Buckley, uscendo quindi anche da un isolamento politico e personale calato verso tale progetto culturale attorno a lui.
L'intento di scalzare il dominio culturale dei neoconservatori nel Partito Repubblicano e nella società a seguito della caduta del muro di Berlino e la fine della guerra fredda forse si collega con la speranza che a seguito di ciò se non le idee anaco-capitaliste perlomeno quelle liberiste e non interventiste potessero affermarsi politicamente entro la via elettorale di un Partito Repubblicano libero dai neocon.
In quanto sostenitore di movimenti o personaggi non aventi scopi politici affini al libertarismo e in particolare all'anarco-capitalismo, Rothbard ha cercato in ultimo di percorrere una differente via, quella fusionista e implicitamente per certi versi miniarchica sia a livello politico che culturale non priva di critiche.

## Sviluppi recenti tra paleoconservatori e paleolibertari
Se con la creazione del paleolibertarismo da parte di Rothbard e Rockwell nei primi anni novanta si era avuto un ravvicinamento con il paleoconservatorismo degli anni ottanta-novanta e un distacco tra le varie correnti del libertarianismo americano, in seguito a partire dalla morte di Rothbard nel 1995 l'intesa tra paleolibertari e paleoconservatori è andata rapidamente scemando. I precedenti sostegni dati durante l'esperienza paleolibertaria del 1992 a Buchanan vennero tolti nelle primarie presidenziali del 1996 dai collaboratori di Rothbard più stretti come lo stesso Lew Rockwell e Hans Hermann Hoppe ritenendo Buchanan e il suo paleoconservatorismo come un populismo protezionista democratico riproducente anche tendenze sindacaliste e corporativiste tipicamente della sinistra americana.
Buchanan, dopo aver corso per la terza volta alle presidenziali americane sotto le insegne del populista Reform Party nel 2000, il 7 ottobre 2002 fonda assieme all'editorialista Scott McConnell e al finanziere Taki Theodoracopulos la rivista The American Conservative (o TAC) divenuta in breve tempo la rivista e la voce di riferimento del movimento paleoconservatore americano. Nel 2007 Buchanan esce dal direttivo della rivista (pur continuando a collaborare con questa come opinionista occasionale); TAC nel frattempo si è aperta a tematiche più "right libertarian" e di libero mercato riducendo l'iniziale contenuto dai toni populisti, patriarcali e isolazionisti tipicamente buchaniani.
Nello stesso anno Lew Rockwell resosi conto che il paleolibertarismo era divenuto sempre più una copia del paleoconservatorismo e del primo buchanismo anni novanta rinunciando alle tematiche di libero mercato Old Right degli anni trenta, giudicando tale esperienza come infruttuosa e contraddittoria per l'affermazione dei principi libertari, il loro consenso e per l'agenda politica del Partito Repubblicano, ha abbandonato ufficialmente per sé stesso l'uso del sostantivo "paleolibertario" tornando alla definizione di right libertarian. riducendo la collaborazione con i paleoconservatori ad alcune tematiche condivise dai due movimenti (quali l'immigrazione clandestina, la critica all'imperialismo bellico americano, la critica antipolitica all'eccesso di legislazione dei Repubblicani e dei Democratici).
Anche TAC, sempre nel 2007, riconosce le incompatibilià e i limiti del fusionismo tra liberarianismo, paleolibertarismo anni novanta e liberalismo classico proponendo una loro distinta collaborazione di alleanza in opposizione al neoconservatorismo e al protrarsi ed estendersi della Guerra al terrorismo. Con i suoi editoriali anti-interventisti bellici americani e la critica alla guerra in Iraq e in Afghanistan la rivista è riuscita ad attrarre la fiducia di molti paleolibertari (come ad esempio Justin Raimondo) e libertari neutralisti grazie alle ripetute critiche all'amministrazione Bush jr. e ai ripetuti scontri con i neoconservatori e la loro rivista National Review.
Dal 2008 TAC ha guardato con interesse alla campagna elettorale per le presidenziali di Ron Paul, politico libertario che si richiama alla Old Right americana e alla figura di Robert Taft quale suo modello di riferimento. La TAC ha caldeggiato favorevolmente una prossima sua candidatura in vista delle elezioni presidenziali americane del 2012. Nel 2010 con le prime proteste Tea Party negli Stati Uniti, contro l'amministrazione Obama, TAC si è maggiormente schierata anche contro il dirigismo economico e statalista del Governo e della Federal Reserve Bank e in favore del taglio delle tasse nel tentativo di avvicinare i sostenitori delle proteste anti-fisco verso il paleoconservatorismo mainstream.

## Altri partiti di ispirazione paleoconservatrice cristiano-sociale e populista
Altri partiti che a partire dagli anni novanta hanno ripreso vagamente alcune delle idee del paleoconservatorismo più sociale e cristiano sono il Constitution Party e in alcune fasi storiche anche il Reform Party. Questi assieme al Partito Libertario pur distinguendosi per ideologia, cultura e seguito elettorale vengono definiti "terzi partiti" americani (sebbene le dimensioni e il gradimento elettorale tenda ad essere non equiparabile tra di loro ad ogni tornata elettorale).
Nel 1992 nasce lo "U.S. Taxpayers' Party", partito paleoconservatore indipendente per organizzazione rispetto al Partito Repubblicano, avente inizialmente una forte valenza anti-fisco, questo partito sosterrà elettoralmente la campagna del 1996 di Pat Buchanan per poi nel 1999 cambiare nome diventando il "Constitution Party", incarnando i valori anti-statalisti in economia e i valori paleoconservatori più sociali e cristiani.
Il Constitution Party negli ultimi anni si è spostato nelle tematiche sempre più a destra superando per fondamentalismo religioso anche la stessa Destra religiosa evangelica affiliata al Partito Repubblicano. Il "Partito della Costituzione" nonostante il nome pone nel proprio statuto la volontà di porre nelle singole amministrazioni locali e/o statali i precetti valoriali e religiosi propri, arrivando di fatto a bypassare la stessa Costituzione americana per proporre forme molto vicine alla teocrazia o al puritanesimo protestante dei Padri Pellegrini.
Il Constitution Party pur restando comunque favorevole ad un taglio delle tasse e ad una semplificazione normativa, al contempo però si oppone al welfare state, al finanziamento pubblico dell'istruzione e della ricerca scientifica ritenendo che lo Stato debba proibire e reprimere l'aborto, l'eutanasia, il gioco d'azzardo promuovendo al contempo un forte tradizionalismo religioso di tipo puritano sino a promuovere i Dieci comandamenti biblici quali riferimento costituzionale al posto della Costituzione americana e della Corte Suprema.
Il Constitution Party, è un partito paleoconservatore cristiano-sociale che è contro ogni forma di interventismo militarista americano all'estero e all'immigrazione clandestina, anche per questo ha ricevuto sostegni e appoggi anche dai paleolibertari in varie campagne elettorali presidenziali e locali dato che condividono il contrasto all'immigrazione clandestina e la questione fiscale.
Bisogna però ricordare come il Constitution Party sia a tutt'oggi un partito molto piccolo avente scarso seguito seppur in crescita come adesioni negli Stati Uniti, molto spesso alcuni Repubblicani paleolibertari e paleoconservatori (tra i quali lo stesso Ron Paul nella fase finale delle presidenziali americane del 2008), hanno sostenuto apertamente esponenti come Chuck Baldwin più come mossa di propaganda e di disturbo nei confronti delle campagne elettorali presidenziali dei due partiti maggiori e dei due principali front runner finali, sfruttando la visibilità e la presenza garantita e offerta dal sistema elettorale di voto americano e dalle piattaforme dei terzi partiti per danneggiare i candidati ufficiali non graditi alla corsa alla presidenza.
Il partito populista Reform Party di Ross Perot nato sempre nel 1992 a seguito del progressivo allontanamento del suo fondatore dalla vita attiva del partito (dopo le elezioni del 1992) è divenuto un partito che pur rimanendo schierato saltuariamente a destra sui toni populisti, protezionisti e reazionari, ha ripreso però alcune tematiche del pensiero paleoconservatore anni ottanta-novanta pur non disdegnano di assumere in alcune occasioni anche posizioni centriste e transpartitiche durante le campagne presidenziali americane.
Il Reform Party ha candidato personaggi eterogenei e di differente schieramento politico e ideologico (tra i quali lo stesso Pat Buchanan nel 2000 o il verde Ralph Nader nel 2004), basandosi su una piattaforma anti-politica e di forte critica all'immigrazione clandestina e ai trattati di libero commercio quali NAFTA e WTO sottoscritti dagli Stati Uniti.

## Esponenti importanti
- Howard Buffett
- Russell Kirk
- Robert Taft
- Ayn Rand
- Paul Craig Roberts
- Frank Chodorov
- Leonard Read
- Pat Buchanan
- Donald Trump
- Tucker Carlson